# Gama (ort)
Gama är en ort i Colombia.   Den ligger i departementet Cundinamarca, i den centrala delen av landet, 50 km öster om huvudstaden Bogotá. Gama ligger 2 171 meter över havet och antalet invånare är 584.
Terrängen runt Gama är bergig åt sydost, men åt nordväst är den kuperad. Runt Gama är det ganska tätbefolkat, med 52 invånare per kvadratkilometer. Närmaste större samhälle är Gachetá, 6,8 km norr om Gama. Omgivningarna runt Gama är en mosaik av jordbruksmark och naturlig växtlighet.